# Patricia hurrikán (2015)
A Patricia hurrikán (ejtsd: Pátrí'sá) a második legintenzívebb valaha volt trópusi ciklon (a Tip tájfun után), és a legerősebb a Nyugati-medencében, 872 mbar-os (hPa; 25,75 inHg) nyomással, ami szintén a Tip tájfun után a második legalacsonyabb nyomást produkáló ciklon. A Patricia hurrikán Mexikótól délre, a Tehuantepec-öbölnél kialakuló terjeszkedő, illetve alacsony légnyomású zivatarrendszerből kezdett létrejönni 2015 októberének közepe után. A Patricia október 20-án lett trópusi depresszió, majd másnap trópusi vihar. Október 22-én hirtelen kezdett el erősödni, de olyannyira, hogy október 23-ára, kicsit kevesebb, mint 24 óra alatt 5-ös kategóriájú hurrikánná fejlődött, ami szintén rekord, hiszen ilyen rövid idő alatt ez volt a legdrasztikusabb fejlődés egy trópusi ciklonban. Patricia a huszonnyolcadik kialakult rendszer, a huszonnegyedik elnevezett vihar, a tizenötödik hurrikán, a tizedik jelentősebb („major”) hurrikán, és az első ötös erősségű hurrikán a hiperaktív 2015-ös csendes-óceáni hurrikánszezonban. Patricia október 23-án ért partot Mexikó nyugati részén, Jalisco partjainál. Ezzel a Patricia volt a legerősebb ciklon a Nyugati-medencében, mely partot ért, illetve több mint 345 km/h-s átlaglökéseivel ez volt a legnagyobb egyperces átlagszelet vető hurrikán a világon.

## Meteorológiai háttér

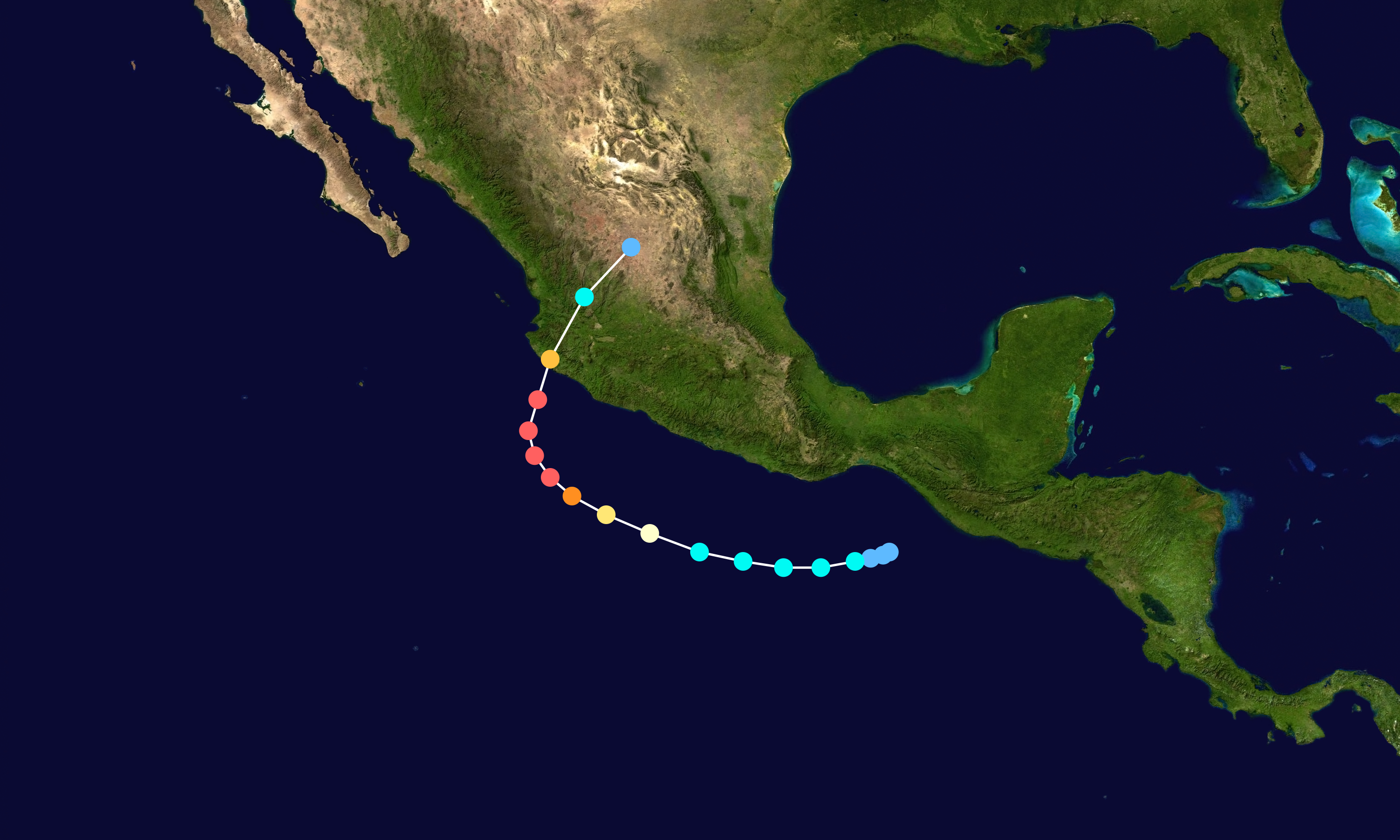
A Patricia útja

A Patricia eléri Mexikót

A Patricia Mexikónál (infra)

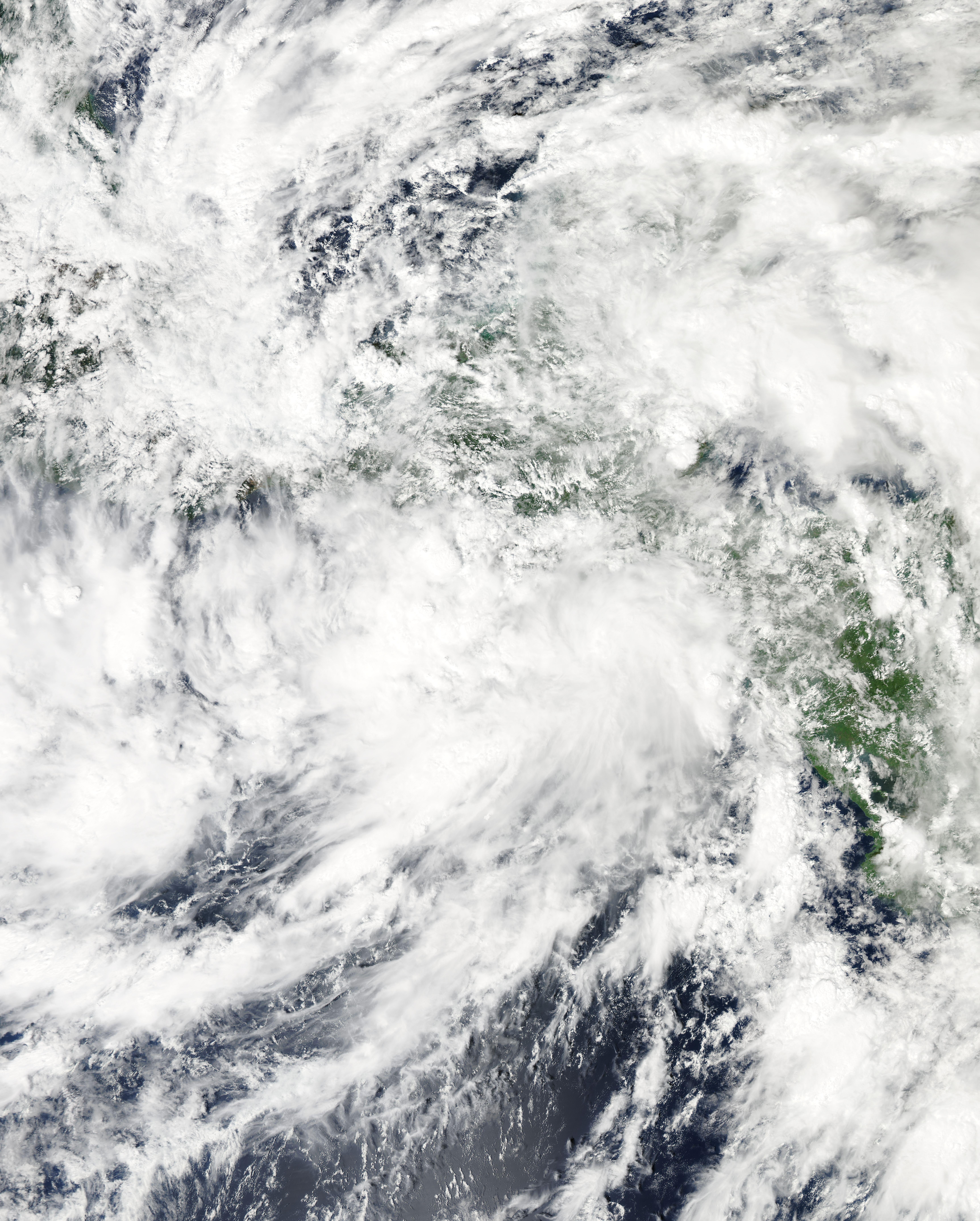
Patricia kezdetleges állapotban Közép-Amerika felett október 7-én

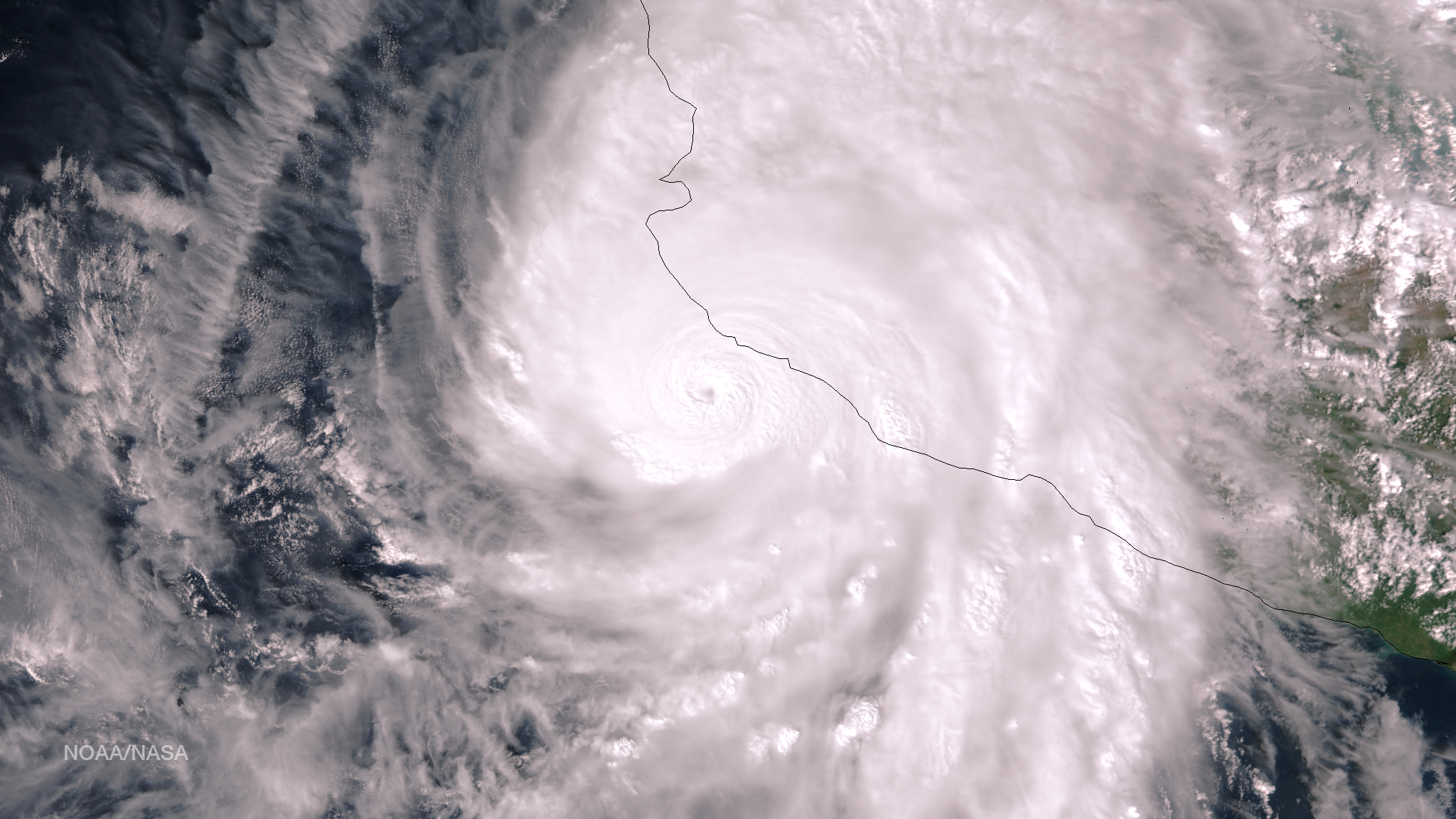
A hurrikán pár órával a partot érése előtt

2015. október 11-én nagy kiterjedésű zavaros időjárás haladt át a Karib-tenger északnyugati részén, majd Közép-Amerikán, aztán belépett a Csendes-óceán térségébe, és nyugat felé haladt. A területén a zivatarok mellett a magas légnyomás egyre alacsonyabb lett, a korábban meglevő magas páratartalom pedig tartotta magát, és egyre inkább nőtt. Október 15-én a rendszer nyugat felé mozgott tovább egy trópusi hullám kíséretében, mely a Karib-tenger felől érkezett, és utolérte. Az alacsony légnyomású terület szétterült, a felhőzet egyre nagyobb kiterjedést és sűrűséget mutatott mind vízszintes, mint függőleges irányban október 17-ére. A felhőzet rotálni kezdett, és már ilyen korai stádiumban elkezdett látszani a kialakuló szem, de a szélsebesség átlaga ebben a pillanatban 45 km/h volt. Október 20-án 00:00 UTC-kor az NHC a 28-as számú trópusi depresszióként regisztrálta a vihart. A ciklon e pillanatban 350 km-re dél-délkeletre tartózkodott a mexikói Salina Cruztól, és nyugat felé haladt, viszont nem sokkal később északnyugatra, majd utána rögtön észak felé is haladt, egy kicsit hűvösebb vizű és szárazabb terület felé, ami lassította a fejlődését. A nap második felében mégis elérte a 65 km/s egyperces átlagszélsebességet, trópusi viharrá fejlődve. Az így keletkezett trópusi vihar a Patricia nevet kapta. A kedvezőtlen régió után Patricia újra egy kissé sekélyebb és melegebb részre ért, valamint érkezésével jelentősen felmelegítette az ott lévő tengervizet, a páradús környezetben pedig tovább csökkent a légnyomás. Így kedvező feltétel alakult ki az erősödéshez. Drámai erősödés október 21-én vette kezdetét, október 22-én 00:00 UTC-re Patricia elérte a hurrikán erősségű átlagszelet, pár órával később pedig már 180 km/h-val fújt benne a szél átlagosan, ami a 2-es kategória teteje. 18:00 UTC-kor, még aznap az NHC bejelentette, hogy a hurrikán elérte a 4-es erősség státuszát, a benne fújó átlagszélsebesség elérte a 209 km/h-t. Október 23-án a kora hajnali órákban a hurrikán szemfalában, 1 km magasságban -90 °C-os felhőtömbök keletkeztek, ami szintén az erősödést jelezte, a vihar pedig kezdett északkeletnek fordulni. Patricia ezennel 5-ös erősségűvé is fejlődött nem sokkal később, átlagszélsebessége 270 km/h-t, abszolút lökése pedig 350 km/h-t ért el. Patricia szélsebessége 24 órás időtartományban majdnem 200 km/h-t nőtt, ami alapján a leggyorsabban fejlődő hurrikánná vált, amit az NHC valaha megfigyelt. Patriciának nagyon jól kifejlett szeme és szemfala volt, a felhőzete sűrű volt, de szele kicsapongó volt, és a felhőzete egybefolyt/nehezen volt elhatárolható a mellette a tengerben lévőktől, amik akár bele is olvadtak a ciklonba. A Patricia szemének átmérője 19 km volt. Október 23-ára Patricia átlagszélsebessége meghaladta a 300 km/h-t, a lökései pedig a 370-et, valamint továbbra is Mexikó felé tartott, de a rendszer még tovább fejlődött. Az NHC tájékoztatása szerint a hurrikán október 23-án délben elérte rekordot döntő csúcsintenzitását: e pillanatban a ciklonban a legerősebb átlagszélsebesség meghaladta a 347 km/h-t, az abszolút széllökései pedig elérték a 420 km/h-t. A belsejében lévő légnyomás 900 mbar-ról lezuhant 872 mbar-ra (hPa), ezzel Patricia belsejében mérték a valaha volt második legalacsonyabb nyomást egy trópusi ciklon után (Tip tájfun). A csúcsintenzitása elérése után pedig viszonylag gyorsan el is kezdett gyengülni, Patriciában is életbe lépett a szemfal cserélődése, ami elvett az energiájából. Patricia példátlan módon gyengült a víz felett, és kicsit lassabb tempóra váltott. Még aznap 23:00 UTC-kor mégis partot ért a vihar Cuixmala, Manzanillo (Jalisco) közelében, átlagszélsebessége 260–265 km/h között voltak, a maximális széllökései pedig meghaladták a 335 km/h-t. Bár jóval gyengébb, mint a csúcsintenzitásán, ez még mindig elég volt ahhoz, hogy 5-ös kategóriájú hurrikánként érjen szárazföldet, nyomása 931 mbar volt, ezzel ez lett a legintenzívebb partot ért csendes-óceáni hurrikán. Patricia a partot érése után nem sokkal már csak egy középkategóriás, 3-as erősségű hurrikán volt (190 km/h átlaglökés), és a szárazföld belseje felé haladva még erősebben gyengült, mint korábban. Október 24. estéjére trópusi viharrá szelídült, és haladt a Sierra-Madre hegység felé, ahol a felületi súrlódás még nagyobb volt, ezzel trópusi depresszióvá gyengítve Patriciát. Patricia a késő esti órákban (23:30 UTC) után a Sierra-Madre fölött, a partot érésének napján fel is oszlott, a maradványai megáztatták a száraz hegységet, szétzilált felhőzete pedig Texas felé kezdett menni, mérsékelt csapadékot okozva az államban.

## Károk, áldozatok

### Mexikó
A Patricia hurrikán október 23-án este ért partot Jaliscónál 5-ös kategóriájú hurrikánként. A Patricia 24 km széles magja nagyjából elkerülte a sűrűn lakott csomópontokat, és azokon a területeken landolt, amelyek népsűrűsége kevesebb, mint 30 fő négyzetkilométerenként. A hatékony evakuálásnak köszönhetően – a hurrikán intenzitása ellenére is – viszonylag alacsony áldozatszedésnek számít, mint amit akkor produkált volna, ha távolabb keletre vagy nyugatra, Manzanillo vagy Puerto Vallarta környékén a sűrűn lakott területeket közvetlen sújtotta volna. A part mentén számos kicsi község azonban óriási károkat szenvedett.
Az érintett térségben a vihar erős szelei 261 989 embert hagytak áram nélkül. Az ország harmincegy államának huszonegy részét és a szövetségi körzetet érintette a hurrikán esője. Jaliscóban a csapadékfelhalmozódás tetőpontja 15:09-kor volt (383,2 mm) Nevado de Colimán. Colima, Jalisco, Michoacán és Nayarit területein kb. 42 000 km² (100 000 hektár) terményt érintett, 15 000 km²-nyi (37 000 hektár) termény teljesen odaveszett, és 27 000 km² (67 000 hektár) részlegesen károsodott. A károk becslése szerint a teljes veszteség körülbelül 5,4 milliárd MX (325 millió amerikai dollár), elsősorban a mezőgazdaság és az infrastruktúra károsodott nagymértékben.
Jaliscót 5-ös kategóriájú hurrikánnak tekintve érte el a vihar nagy károkat okozva, bár a legszélsőségesebb károk viszonylag lokalizáltak. Az Emiliano Zapata nevű kis közösségben a hurrikán heves szele új cserepeket tett tönkre és házak tetejét szaggatta le. Számtalan fát letarolt, megfosztotta az ágaktól, leveleitől vagy legrosszabb esetben gyökerestül tépte ki őket. A közvetlen partvidék mentén fekvő domboldalakat nagymértékben megfosztotta a növényzettől. Josh Morgerman, a vihar egyik üldözője a következményeket írta le: „... a trópusi tájat valamilyen kopár és télies tájjá alakította át”. Ezenkívül a viharos szél betonoszlopokat zúzott szét, erőátviteli tornyokat döntött romba. Összesen hat, Patriciával kapcsolatos halálesetet jelentették az államban. E halálesetek közül kettő akkor történt, amikor egy fát a vihar teljes erejéből egy házra ejtett. Egy nőt szintén kórházba szállítottak, miután ugyanazon esemény során sérüléseket szenvedett ugyanabban a házban. További négy ember halt meg egy autóbalesetben Jalisco déli részén. Az áldozatok közül kettő a roncsokban halt meg, a másik kettő a kórházba szállításuk után.

#### Jalisco
Jaliscóban nagyjából 9000 ház sérült meg vagy semmisült meg. A Chamela part menti falu, amelyben 40 család élt, teljesen elpusztult a viharban, puszta lett az egész falu. Több mint 24 000 km² (59 000 hektár) növény volt érintett a vihar által az állam egész területén: 10 684 km² (26 400 hektár) teljes veszteséget szenvedett, míg 13 943 km² (34 450 hektár) részben. A mezőgazdaságban keletkezett kár nagyjából 168 millió MX (10,1 millió amerikai dollár). A teljes kár 1,139 milliárd MX (68,6 millió USD) ért el. Egy teherhajót (a 224 m hosszú Los Llanitos ömlesztettáru-szállító hajót) a hurrikán sodorta le az útvonaláról, és a jaliscói Barra de Navidad közelében süllyedt el. A hajó 27 fős legénysége sértetlen maradt, de katonai helikopterrel mentésre szorultak, s mivel időben érkezett a segítség, a süllyedés előtt kimentették őket.

#### Michoachán, Colima

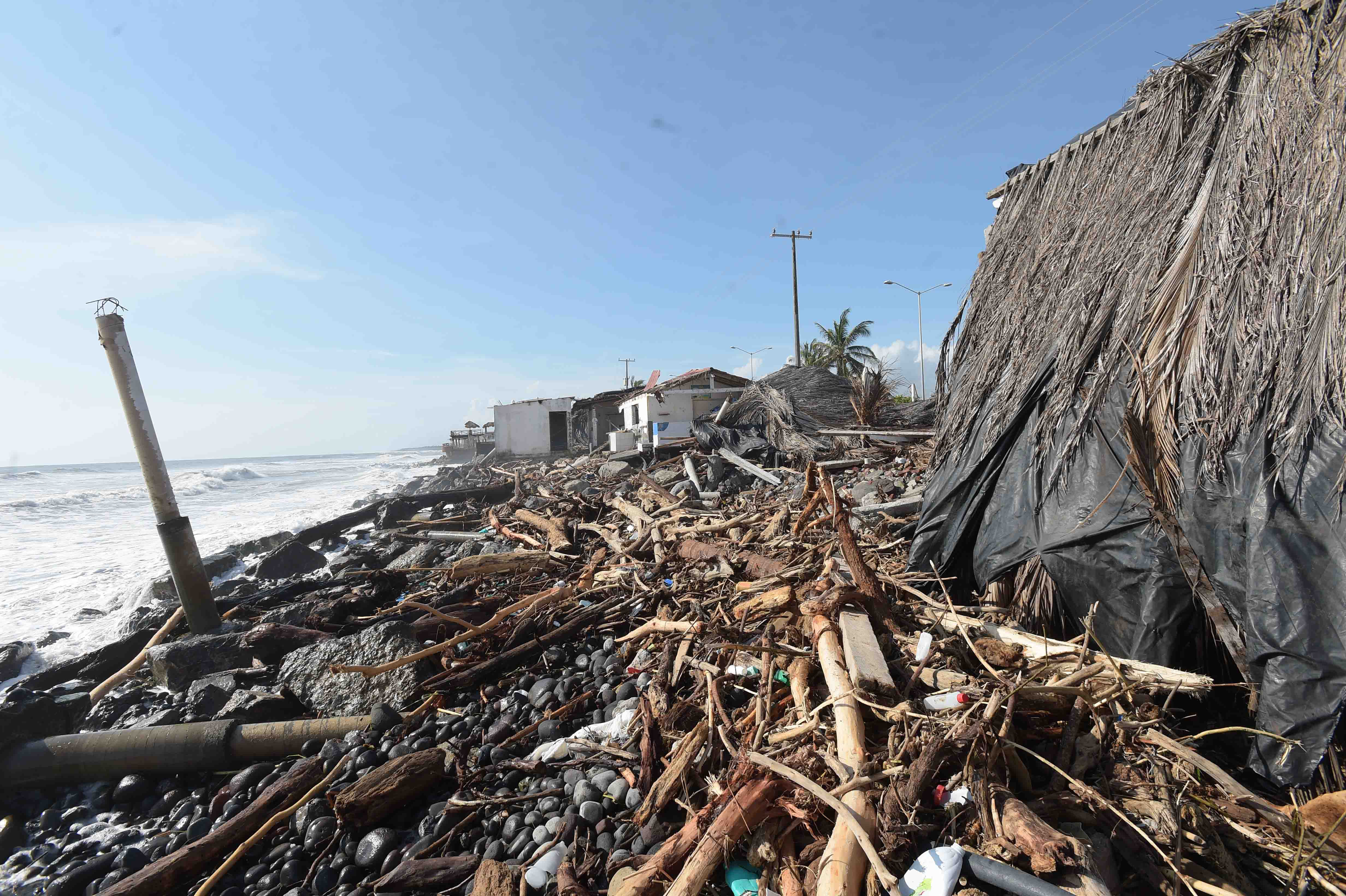
Kár Colimában

A közeli Colimában a vihar utáni felmérések lokális, de súlyos károkat jeleztek. Összesen 200 iskolát, 107 egészségügyi intézményt, 34 sportlétesítményt és 11 645 km² (28 780 hektár) mezőgazdasági területet érintett a vihar. Súlyos károkat szenvedett a mexikói banántermesztés is (500 MX (30,1 millió USD)). Az állam összesített kára 1,7 milliárd MX-t (102,5 millió USD) tett ki.
Noha Patricia kissé odébb ért partot (nyugatabbra), de a Michoacán körüli károk súlyosak voltak. Számos közösséget átmenetileg elszigetelt a vihar a külvilágtól, mivel az utak vagy alkalmatlanná váltak a közlekedésre, vagy az árvizek által teljesen el lettek árasztva. Összesen 1512 ház sérült meg, és további 127 megsemmisült az állam területén, beleértve 600-at Coahuayanában. A vihar az Arteaga önkormányzat 150 házát súlyosan megrongálta. Akvilában a 200-as számú autópálya egy részét lezárták. A mezőgazdaság komoly károkat szenvedett: 10 000 km² (25 000 hektár) növényes terület pusztult el; az ágazat vesztesége 2,5 milliárd MX (150,7 millió USD). Csak Coahuayanában 5600 km² (14 000 hektár) banánt tönkretett a hurrikán, ami a növényi kultúra legnagyobb vesztesége az önkormányzat történelemében; emberek ezrei veszítették el munkahelyüket a károk következtében. Az állam egészségügyi intézményeinek vesztesége elérte a 13,5 millió MX-t (814 000 USD).

#### Egyéb államok
A hurrikán október 22-én hatalmas duzzanatot okozott Guerrero partjai mentén a gátakban és folyókban, az erős szél a tengervizet befelé sodorva a partvidéki struktúrákat erősen károsította. Patricia maradványai október 24-én heves esőzést hoztak Mexikó északi részének nagy részére. Tamaulipasban akár 193 mm eső is leeshetett, ami árvizet okozott a térségben. Több tucat ház szenvedett károkat, beáztak, és százak maradtak ideiglenesen fedél nélkül, különösképpen Reynosaand és Río Bravo területein.

### USA
Patricia maradványai az USA déli részére korlátozódtak, Texasra. Houstonban 248 mm csapadék zúdult le 24 órán belül, illetve kisebb tornádókat észleltek az államon belül. Haláleset nem történt.

### Más helyek
A zivataros légköri képződmény, amiből a Patricia később kifejlődött, Közép-Amerikán áthaladva esőzést, kisebb belvizet okozott néhány folyót megárasztva. Minimálisak voltak a károk.

## Hatásai
Patricia nagy hatást fejtett ki Mexikó nyugati részére, az USA déli részére és ezen országok mezőgazdasági infrastruktúrájára. Bár kevesebb kár keletkezett, mint amire a vihar erőssége alapján számítottak, azok még így is jelentősek voltak. Egyesek szerint Patricia brutál erős átlagszele is bizonyíték a klímaváltozásra.

## Rekordok
Patricia belsejében az állandó átlagszélsebesség csúcsintenzitásán meghaladta a 345 km/h-t (215 mph), ezzel ez lett a legerősebb átlagszelet produkáló trópusi ciklon a földön. 872 mbar-os centrális nyomásával a Nyugati-féltekén a legintenzívebb, a világon a második legintenzívebb ciklon.

## Fordítás
Ez a szócikk részben vagy egészben  a   Hurricane Patricia című angol Wikipédia-szócikk ezen változatának fordításán alapul.  Az eredeti cikk szerkesztőit annak laptörténete sorolja fel. Ez a jelzés csupán a megfogalmazás eredetét és a szerzői jogokat jelzi, nem szolgál a cikkben szereplő információk forrásmegjelöléseként.